# Judenkartei
Am 17. August 1935, kurz vor Erlass der Nürnberger Rassengesetze, forderte Reinhard Heydrich von den örtlichen Geheimen Staatspolizeistellen Material an für eine zentrale Judenkartei sowie für eine Bezirkskartei. Als Datenmaterial wurden Mitgliederlisten jüdischer Vereine und Kultusgemeinden ausgewertet. 1937 sollte diese unvollständige Kartei weiter ausgebaut werden und möglichst alle zum Christentum übergetretenen „Rassejuden“ wie auch „jüdische Mischlinge“ und „jüdisch versippte“ erfassen. Um Doppelarbeit zu vermeiden, entschied der Sicherheitsdienst des Reichsführers SS im Einvernehmen mit dem Reichsministerium des Innern bei der für 1938 geplanten Volkszählung auf einer „Ergänzungskarte“ die Religionszugehörigkeit der Großeltern abzufragen. Diese Volkszählung wurde später auf den 17. Mai 1939 verschoben. Die Auswertung der erhobenen Daten für die Judenkartei zog sich bis zum März 1941 hin; die Ergänzungskarten wurden vermutlich Ende 1941 an das Reichssippenamt geliefert.
Die Judenkarteien der Bezirksstellen wurden bei der so genannten Polenaktion sowie bei den Novemberpogromen 1938 und der anschließenden Verhaftungsaktion genutzt. In welchem Umfang die bei der Volkszählung 1939 erhobenen Daten für die Listen zur Deportation deutscher Juden herangezogen wurden, ist umstritten.
Die Hauptkartei bei der Gestapo in Berlin wurde gegen Kriegsende vernichtet. Die „Ergänzungskarten“ verblieben bis 1945 im Reichssippenamt, wurden an das Zentrale Staatsarchiv der DDR übergeben und liegen heute verfilmt im Bundesarchiv Berlin-Lichterfelde vor und als digitalisierte Datenbank auf der Webseite von Tracing the Past e. V.
In den besetzten Ländern und bei den europäischen Verbündeten wurden ähnliche „Judenregister“ erwirkt.

## Vorformen
Schon vor der nationalsozialistischen „Machtergreifung“ hatte Achim Gercke in privater Initiative eine Kartei angelegt, die unter anderem den „familienkundlichen Nachweis über die jüdischen und verjudeten Universitäts- und Hochschulprofessoren und Richter“ erbringen sollte. 1931 wurde Gerckes Kartei bei der „NS-Auskunft bei der Reichsleitung der NSDAP“ zur Überprüfung der Abstammung von Parteianwärtern genutzt. 1932 waren in dieser Kartei bereits 400.000 genealogische Datensätze von Juden in Deutschland gesammelt. Die ständig erweiterte Kartei wurde 1933 von der Reichsstelle für Sippenforschung übernommen und ausgebaut.
Heinrich Himmler plante bereits 1928 als stellvertretender Reichspropagandaleiter, ein umfassendes parteiinternes Meldewesen einzurichten, durch das alle „Juden, soweit möglich auch getaufte Juden, unter genauer Angabe von Person, Alter, Beruf und Wohnung“ erfasst werden sollten, „um endlich eine zuverlässige Juden-Statistik im Rahmen der Gesamtbevölkerung“ aufstellen zu können. Im Mai 1935, zeitlich noch vor dem Erlass der Nürnberger Rassegesetze, versuchte das Bezirksamt in Frankenthal (Pfalz), die Juden deutscher und fremder Staatsangehörigkeit in Listen zu erfassen. In Lübeck existierte frühzeitig eine Judenkartei im dortigen Einwohnermeldeamt.

## Datenerhebung
Eine seit 1929 geplante Volkszählung war aus finanziellen Gründen mehrfach verschoben worden und wurde erst am 16. Juni 1933 durchgeführt. Die Auswertung dauerte bis 1936; bei der Zählung wurden rund 505.000 „Glaubensjuden“ erfasst. Die Anzahl der in Deutschland lebenden Juden wurde von den Nationalsozialisten weit überschätzt. Reichsärzteführer Leonardo Conti sowie das Reichsinnenministerium gingen 1935 fälschlich davon aus, dass außer den Glaubensjuden in Deutschland noch 300.000 „Volljuden“ nicht jüdischen Glaubens sowie 750.000 „Mischlinge“ wohnten. Tatsächlich wurden bei der Volkszählung vom Mai 1939 nur rund 23.000 konfessionslose oder zum Christentum konvertierte „Volljuden“ sowie 110.000 „Mischlinge 1. und 2. Grades“ festgestellt.
Durch Runderlass wies Reinhard Heydrich am 17. August 1935 alle Staatspolizeistellen an, sämtliche jüdische Organisationen und Vereine in ihrem Bereich aufzufordern, ihnen ihre Mitgliederlisten in dreifacher Ausfertigung auszuhändigen. Die Organisationen seien darauf hinzuweisen, dass sie bei falschen Angaben zur Strafe aufgelöst würden. Zwei Ausfertigungen seien bis zum 1. November 1935 an die Zentrale zu senden, die dritte Liste solle an der jeweiligen Dienststelle ausgewertet und zur Anlage einer Bezirkskartei benutzt werden. Veränderungen müssten jeweils zum Ersten des nächsten Quartals gemeldet werden. Man vermutete, dass man über die Mitgliederverzeichnisse der organisierten Juden mindestens 80 % der „Volljuden“ erfassen könnte. Tatsächlich lag der Prozentsatz erheblich höher, weil man die Anzahl der christlich getauften Juden überschätzte. Seither verfügte der Sicherheitsdienst über eine recht umfassende Judenkartei. Die Verantwortlichen scheuten keine Mühe, die noch bestehenden und vermuteten Lücken zu schließen.

## Weitere Erfassung
Am 12. Oktober 1936 ersuchte Heinrich Müller den Chef der Ordnungspolizei in Berlin, die Anmeldepflichtigen zur leichteren „Überwachung des Judentums“ zu verpflichten, nicht nur ihre Religionszugehörigkeit anzugeben. Vielmehr müssten sie auch Angaben machen, ob sie Jude im Sinne der Nürnberger Gesetze seien. Angeblich sei nach der „Machtergreifung“ festgestellt worden, dass „ein großer Teil der in Deutschland lebenden Juden sich evangelisch oder katholisch habe taufen lassen“, um nach einem Wechsel des Wohnortes in den Melderegistern nicht mehr als Jude in Erscheinung zu treten. Tatsächlich war diese Vermutung unbegründet.
Am 28. Mai 1937 äußerte der Leiter des Judenreferats, Dieter Wisliceny, in einem internen Vermerk, die Juden Deutschlands würden im Kriegsfall zweifellos unter Ausnahmegesetz gestellt werden. Wisliceny schrieb weiter:

„Die vorbereitende Aufgabe des Sicherheitsdienstes für den A-Fall kann heute nur sein, eine Judenkartei aufzustellen und darin durch Bezeichnung jüdische Wirtschaftsexponenten, führende jüdisch-politische sowie marxistisch eingestellte Juden besonders festzulegen.“

Am 12. Juli 1937 fand im Beisein Adolf Eichmanns eine Besprechung statt von „Sicherheitsdienst des Reichsführers SS“ und Geheimer Staatspolizei über die Zusammenarbeit von Dienststellen der Partei und des Staates bei der Aufstellung einer umfassenderen Judenkartei. Bei der für 1938 geplanten Volkszählung sollte auf „Ergänzungskarten“ die Religionszugehörigkeit aller vier Großeltern abgegeben werden, wodurch die „Rassezugehörigkeit“ ermittelt würde. Für falsche Angaben sollten Gefängnisstrafen angedroht werden. Nach Auswertung werde bei jeder Ortspolizeibehörde eine Kartei der Juden, „jüdischen Mischlinge“ und „jüdisch Versippten“ stehen. Um Doppelarbeit zu vermeiden, sei die Erarbeitung einer umfassenden Judenkartei bis zur Volkszählung zurückzustellen. Wegen der Annexion Österreichs wurde die Volkszählung auf 1939 verschoben. Die Auswertung der erhobenen Daten dauerte noch bis zum März 1941.
1938 wurden strafbewehrte Verordnungen zur Anmeldung des Vermögens von Juden, zum Kennkartenzwang und zur Namensänderung erlassen, die alle Juden nach Definition des Reichsbürgergesetzes betrafen. Eine Verordnung im Personenstandsgesetz vom 19. Mai 1938 (RGBl. I, S. 533) bestimmte, dass die frühere Zugehörigkeit zu einer jüdischen Religionsgemeinschaft vermerkt werden musste. Ergänzend zum Melderegister wurde im August 1939 damit begonnen, Angaben über Ausbildung, Sprachkenntnisse, Fahrerlaubnis usw. für eine „Volkskartei“ abzufragen. Hierbei sollten die Helfer „als Juden bekannte“ Personen auf der Karteikarte mit einem „J“ kennzeichnen. Alle auf diese Weise erhobenen Daten konnten die Judenkartei ergänzen und zum Abgleich dienen.
In Wien führte die Israelitische Kultusgemeinde auf Veranlassung von Adolf Eichmann im September und Oktober 1939 eine Sonderzählung durch, die alle „Glaubensjuden“ und „nicht-mosaischen“ Wiener Juden erfassen sollte. 1939 mussten fast alle Juden der Reichsvereinigung der Juden in Deutschland als Pflichtmitglieder beitreten. Frühzeitig sicherte sich die Gestapo den Zugriff auf die Mitgliederkartei. Dabei erlangte sie auch Daten von „Nichtglaubensjuden“, die lange vorher aus einer jüdischen Gemeinde oder Religionsgemeinschaft ausgetreten waren. Die Reichsvereinigung wurde beauftragt, ihre Listen laufend zu ergänzen und durch Abgleich mit Wohnungsämtern und Ausgabestellen von Kennkarten und Lebensmittelkarten zu korrigieren. Vermutlich war diese Datensammlung bis 1941 umfassender als die immer noch im Aufbau befindliche zentrale Judenkartei. Spätestens im März 1941 – nach der Auswertung der Volkszählung – besaß der „Sicherheitsdienst des Reichsführers SS“ alle Daten für eine lückenlose Judenkartei, in der auch „jüdische Mischlinge“, Geltungsjuden und „jüdisch Versippten“ aus Mischehen erfasst waren.

## Besetzte Länder

### Polen
Wie aus einer Geheimen Reichssache hervorgeht, plante der Sicherheitsdienst des Reichsführers SS bereits im Mai 1939 die „vollständige Erfassung des Judentums in Polen“. Hierzu wollte man sich der Hilfe des Deutschen Volksverbandes in Polen bedienen, der vom nachmaligen Łódźer Kreisleiter Ludwig Wolff geleitet wurde.
Im besetzten Polen mussten sich die Menschen bei den Landratsämtern zur Erfassung in Melderegistern zur Volkszählung eintragen. Wer nach einem Stichtag ohne Meldeschein angetroffen wurde, konnte sofort getötet werden. Durch Verordnung vom 23. November 1939 wurde Juden im gesamten Generalgouvernement das Tragen einer weißen Armbinde mit einem blauen Zionsstern als Kennzeichen vorgeschrieben.
Im Gegensatz zu Deutschland, wo „Jüdische Mischlinge“ bessergestellt waren, wurden in Polen alle „Halbjuden“ unterschiedslos den „Volljuden“ gleichgestellt und verfolgt.

### Niederlande
In den Niederlanden hatte 1936 ein mit Hollerith-System erstelltes Bevölkerungsregister auch die Religionszugehörigkeit erfasst. Forderungen, angesichts des drohenden Krieges alle Hinweise auf Religionszugehörigkeit aus den Registern zu entfernen, wurden nicht umgesetzt. Zu Beginn der Besatzungszeit lagen zudem Unterlagen einer Volkszählung von 1939 vor, durch die alle zur jüdischen Glaubensgemeinschaft gehörigen Personen gesondert erfasst wurden, nicht jedoch alle Juden im Sinne einer rassischen Einstufung.
Bereits im Sommer 1940 begann die Besatzungsbehörde mit Vorbereitungen für ein so genanntes „Judenmeldeprotokoll“. An Entwürfen dazu beteiligten sich Angehörige niederländischer Behörden. Am 10. Januar 1941 erging eine „Verordnung des Reichskommissars für die besetzten niederländischen Gebiete über die Meldepflicht von Personen, die ganz oder teilweise jüdischen Blutes sind.“ Alle Personen, die wenigstens einen jüdischen Großelternteil hatten, mussten sich bei den örtlichen Einwohnermeldeämtern melden. Haftstrafe bis zu fünf Jahren und Einziehung des Vermögens drohte denjenigen, die dieser Meldepflicht nicht nachkamen.
In den Einwohnermeldeämtern wurden die Karteikarten für Juden und Jüdische Mischlinge mit unterschiedlichen Reitern gekennzeichnet; das Anmeldeformular ging an die „Reichsinspektion der Bevölkerungsregister“ in Den Haag und wurde Bestandteil der zentralen „Judenkartei“. In Amsterdam gab es zudem beim „Joodsche Raad“ eine weitere Registratur. Anfang Juli 1941 war die Registrierung vollständig abgeschlossen; es wurden 160.886 Menschen „jüdischen Blutes“ erfasst.
Rund 19.000 Juden waren laut Statistik mit Nicht-Juden verehelicht. „Freigestellt“ von den Deportationen, die in der Nacht vom 10. auf den 11. Mai 1942 anliefen, waren die jüdischen Ehefrauen in „Mischehen“. Jüdische Männer mussten für ihre „Freistellung“ nachweisen, dass ihre Kinder nicht der Kultusgemeinde angehörten und somit als „jüdischer Mischling“ galten.

### Belgien
In Belgien waren Daten zur Religionszugehörigkeit zuvor nicht erhoben worden, sodass die deutschen Besatzer keine amtliche Statistik vorfanden, die sie für ihre Zwecke nutzen konnten. Unter Berufung auf die Verfassung lehnten die belgischen Generalsekretäre das Ansinnen der deutschen Militärbefehlshaber ab, eine Verordnung zur Registrierung der Juden und ihrer Vermögenswerte zu schaffen und alle Juden aus dem öffentlichen Dienst zu entlassen. Daraufhin erließ der „Militärbefehlshaber in Belgien und Nordfrankreich“ Alexander von Falkenhausen am 28. Oktober 1940 eine erste „Judenverordnung“, in der eine „Begriffsbestimmung des Juden“ definiert und die Gemeinden verpflichtet wurden, binnen eines Monats ein „Judenregister“ zu erstellen. Die Identitätskarten enthielten einen entsprechenden Vermerk. Zudem wurde eine Anmeldepflicht für jüdische Unternehmen, ein Verfügungsverbot über Grundstücke und die Kennzeichnung jüdischer Gaststätten angeordnet. Allerdings beteiligte sich die belgische Verwaltung nicht bei der Registrierung jüdischer Unternehmen und deren Arisierung.
In der Kartei des „Judenreferats der Brüsseler Sipo-SD“ waren 55.671 Personen aufgeführt.
Vermutlich waren damit nicht alle Juden erfasst worden: Nach dem Krieg konnten rund 65.000 Juden, die sich 1940 in Belgien aufhielten, namentlich identifiziert werden. Doch war nicht zu klären, wie vielen davon kurz vor oder nach der deutschen Invasion eine Flucht gelang.

### Luxemburg
Im August 1940 wurde das Einsatzkommando im CdZ-Gebiet Luxemburg mit den Judenreferenten Paul Schmidt und  Otto Schmalz eingerichtet. Mit Hilfe der luxemburgischen Verwaltungskommission, einer Art Ersatzregierung, wurden die erforderlichen Unterlagen den Karteien der Einwohnermeldeämter entnommen. Die Polizei stellte ein Verzeichnis der in Luxemburg wohnenden Juden zusammen, und auf Anfrage wurde eine Namensliste von 480 polnischen Juden aus den Melderegistern der Fremdenpolizei an das Judenreferat geliefert.

### Frankreich
Im besetzten Teil Frankreichs verfügte der „Chef der Militärverwaltung in Frankreich“ Alfred Streccius am 27. September 1940 in einer ersten antijüdischen Verordnung die Registrierung aller Juden und Kennzeichnung ihrer Ausweisdokumente. Am 3. Oktober 1940 erließ das Vichy-Regime ein erstes „Juden-Statut“, in dem definiert wurde, wer als Jude im Sinne der Rassegesetze zu gelten habe. Am 22. Februar 1942 berichtete Theodor Dannecker als Judenreferent des Sicherheitsdienstes in Frankreich über die dortige Judenkartei. Es sei „hiesiger Einwirkung“ zu verdanken, dass seit Ende 1940 beim Polizeipräfekten in Paris eine vorbildlich gegliederte Judenkartei bestünde. Auch wenn diese noch keine vollständige Kartei des besetzten Gebietes darstelle, sei sie doch eine unerlässliche Vorarbeit für den später kommenden Abschub.
Die Registrierung aller Juden in Frankreich verfügte Philippe Pétain am 2. Juni 1941. Die erhobenen Daten gingen dabei weit über die Angaben hinaus, die von deutscher Seite im Herbst 1940 in der von ihr besetzten Zone ermittelt worden waren, und bildeten ungewollt die Grundlage für die spätere Deportation.